# Juan Manuel Alejandrez
Juan Manuel Alejándrez Rodríguez (1944. május 17. – Guadalajara, 2007. január 6.) mexikói válogatott labdarúgó.

## Pályafutása

### Klubcsapatban
1963 és 1965 között a CD Nacional játékosa volt. Később játszott még a Cruz Azul (1965–73), az Oro (1973–77) és az Atlante (1977–78) együtteseiben is.

### A válogatottban
1967 és 1970 között 23 alkalommal szerepelt a mexikói válogatottban. Részt vett a hazai rendezésű 1968. évi nyári olimpiai játékokon és az 1970-es világbajnokságon.

## Sikerei
Cruz Azul
- Mexikói bajnok (4): 1968–69, 1970, 1971–72, 1972–73
- Mexikói kupa (1): 1968–69
- Mexikói szuperkupa (1): 1969
- CONCACAF-bajnokok kupája (3): 1969, 1970, 1971

## Külső hivatkozások
- Juan Manuel Alejandrez – a FIFA adatbázisában
- Juan Manuel Alejandrez adatlapja a National-Football-Teams.com oldalon (angolul)

- Juan Manuel Alejandrez adatlapja a worldfootball.net oldalon (angolul)
- Juan Manuel Alejandrez profilja az Olympedia oldalán (angolul)